# Monique Miville-Deschênes

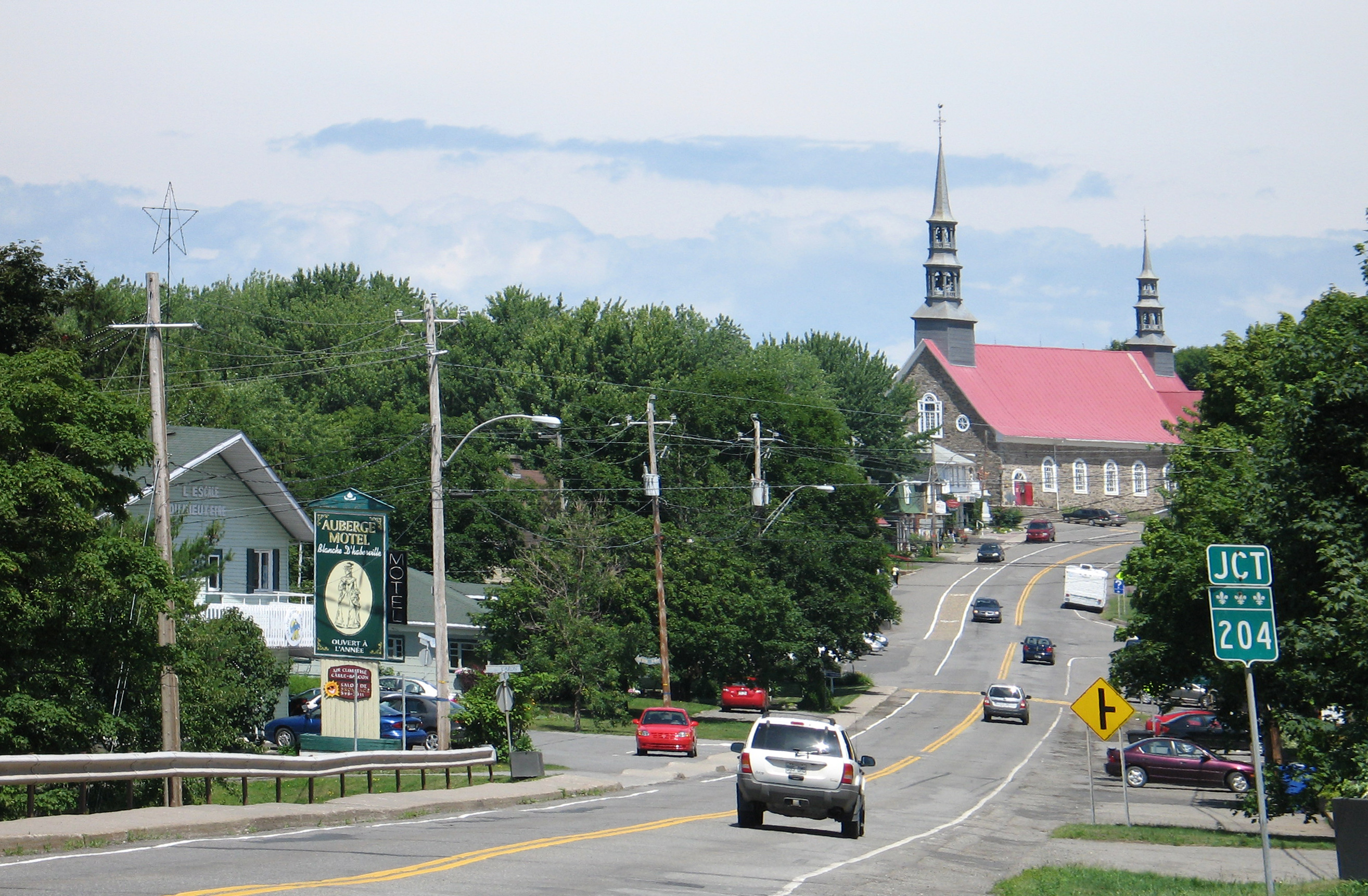
Image du village de Saint-Jean-Port-Joli

Monique Miville-Deschênes, née en 1940, à Saint-Jean-Port-Joli, au Canada, est une autrice-compositrice-interprète, dramaturge, poète, comédienne et écrivaine québécoise,.

## Biographie

### Enfance et formation musicale
Monique Miville-Deschênes est née en 1940 à Saint-Jean-Port-Joli, au Québec. Elle grandit dans une famille de sept enfants et fait ses études en piano, guitare et écriture dramatique au Conservatoire d’art dramatique de Montréal.

### Carrière musicale
Monique Miville-Deschênes paraît pour la première fois à la télévision québécoise en 1956, lors du concours Saint-Georges Côté et ses amateurs, dans lequel elle remporte la première place pour son interprétation de la pièce musicale Notre sentier de Félix Leclerc. Après s’être perfectionnée dans la musique folklorique québécoise auprès de Raoul Roy, folkloriste québécois, elle se produit dans plusieurs boîtes à chansons du Québec. En 1963, Monique enregistre son premier album, n’ayant pas de titre et regroupant des chansons de genre folklorique, populaire et country. En 1968, elle présente sa musique à la première édition du Festival d’été de Québec.Cette dernière collabore également à diverses reprises avec Félix Leclerc. Elle compose la musique pour sa chanson Je cherche un abri et elle performe à plusieurs de ses spectacles. Monique Miville-Deschênes enregistre huit albums durant sa carrière.

### Autres intérêts professionnels
À l’âge de 18 ans, Monique Miville-Deschênes se fait offrir l’animation d’une série d’émission d’un quart d’heure, nommée Le sentier et diffusée par Radio-Canada. En 1965, celle-ci forme Les Gesteux, une troupe de théâtre composée des comédiens, Yves Massicotte et Louis de Santis. C’est avec cette troupe qu’elle expérimente l’écriture de ses premières pièces de théâtre comme La Guerre des saisons et Le Temps et les sons. En  1971, Monique donne des récitals de poésie à travers l’Ontario, le Québec et le Nouveau-Brunswick. En  1989, elle joue dans le téléroman Entre chien et loup.
Son premier livre, Au pays des miens, est écrit en collaboration avec Michel Dumais, historien et généalogiste. Publié en 2001, cet ouvrage consiste en un recueil d’histoires des familles ayant habitées Saint-Jean-Port-Joli, au Québec. Monique écrit cinq autres livres à genres variés, certains regroupant des poèmes et des pensées, d’autres à caractère fictif.

### Hommages
En 2002, le Prix Monique Miville-Deschênes de la culture est créé en son honneur afin de reconnaître les artistes de Saint-Jean-Port-Joli, au Québec. La remise du prix a arrêté en 2020.

## Œuvres

### Albums
1962: Vol. 1
1965: Vol. 2
1969: Jé sous Ahatonnia (Noël Huron)
1969: Monique Miville-Deschênes
1974: Battus des vents
1995: Nous voulons vivre
2006: Qui suis-je...
Année inconnue: Participation à l'enregistrement de Canciones Folkloricas avec la collaboration de Reg Gibson et de Jim Pirie.

### Singles et EPs
1969: Si mon père / Les Baski
1977: Chanson du tricentenaire de St-Jean-Port-Joli
Année inconnue: La fête des cadenas

### Livres
1992: Le bonhomme tombé du ciel (conte à colorier)
2001: Au pays des miens (en collaboration avec Michel Dumais)
2009: Chavire
2012: Ton nom est Nikutshash
2015: Dans un grand champ nu
2016: Chansons de Cours-nu-pieds

### Pièces de théâtre
1968: La guerre des saisons
1969: Le temps et les sons
1969: Les oiseaux de Belonie
1971: Les poètes sont à vendre
1973: Une croix de chemin
1976: Salem 1692
1983: Venez-vous docteur?
Année inconnue: Le bonhomme de bois
Année inconnue: Cher mariage
Année inconnue: En roulant ma boule
Année inconnue: Le testament du Père Leleu
Année inconnue: La grande traversée de Margot Gasse

## Télévision
1958: Animation de l'émission Le sentier
1989: Joue le rôle de Candide R. Clermont dans le téléroman Entre chien et loup